# Lionel Jack Dumbleton
Lionel Jack Dumbleton est un entomologiste néo-zélandais, né en 1905 à Hamden et mort le 25 septembre 1976 à Christchurch.
Il est un des membres fondateurs de l’Entomological Society of New Zealand. Un genre de papillon de la famille des Hepialidae, Dumbletonius, lui a été dédié en 1998.